# سبيس هنتر
سبيس هنتر (بالإنجليزية: Space Hunter) (باليابانية: スペースハンター) هي لعبة أكشن لجهاز فاميكوم، طورتها شركة كيمكو في 25 سبتمبر 1986.

## القصة
في عام 2199 ميلادي، حدثت حرب نووية فجرت الأرض إلى تسع قطع كبيرة وتسع قطع صغيرة، اصطدم أحدها بكوكب الزهرة واختفى. نجى البعضُ القليلِ مِنَ البشر مِنَ السايبورغ. في عام 0230 بالتقويم الفضائي، تم إحياء البشر إلى مستوى الحضارة تحتَ حُكم قائد الأرض، جيش الدفاع عن الأرض. وَمع ذلك، بدأ السايبورغ دي غول وَستة آخرين في مُحاربة النظام ثمَ فروا إلى الكويكبات المتناثرة في الفضاء.
تغادرُ صيّادة الفضاء، آلتيانا، الأرض لتَقضي على السايبورغات المتمرّدين. ستكون هناك عشرات المخاطر في انتظارها.

## نظرة عامة
مهمة اللاعب هي التحكم في البطلة آلتيانا لتدمير السايبورغ السبعة الذين قاموا بالتمرد حيثُ يتمركزُ كل واحدٍِ منهم كزعيم لكل كوكب. يتم من خلالها استكشاف كل كوكب وَجمع التجهيزات والأسلحة، ثم عند هزيمة الزعيم يتم تفعيل جهاز التفجير الذاتي ويتم تدمير الكوكب. بعد تخطي ستة كواكب، يظهر النجم الأسود "أفراير"، وبعد التغلب عليه تنتهي اللعبة لا يوجد نظام حفظ بل كلمات سرية. الموسيقى الخلفية مكونة من مقطعينِ فقط.
لا يمكن هزيمة الزعماء فقط باستخدام أسلحة ضعيفة، لذلك يجب جمع التجهيزات وجمع المعلومات الهجومية. قد تحدث "عرقلة" حيث لا يمكن إتمام اللعبة إذا تم تدمير الكواكب كلها دونَ جمع كل الأدوات. الأدوات والرسائل متوفرة في الغُرَف، لكن هناك العديد من الرسائل الغير منطقية التي تُحاولُ احباط اللاعب ("أنا أناني، لذلك أنا عنيد"، "أنا لن أستسلم"، الخ.).
حركة آلتيانا محدودة بسبب الطبيعة الجغرافية للمكان، بينما يتجاهل الأعداء الطبيعة ويتحركون بسرعة عالية، لذا يجب استخدام الأسلحة الخاصة لتسهيل التقدم في اللعبة. ينبغي محاربة الأعداء فقط في الغرف التي تظهرُ فيها الأدوات اللازمة، وَالهروب في الغرف الأخرى.
رسم غلاف اللعبة يصورُ البطلة آلتيانا، بنت جميلة التي ترتدي بدلة قتالية، وهو يختلف كثيرًا عن مظهرها على شاشة اللعب كما كانَ حال أغلب الألعاب في تلك الفترة. هناك العديد من الأدوات الخفية التي لا تتناسب مع الأجواء مثل يد القطة والآيس كريم التي تظهر بكثرة.

## محتويات اللعبة

### تجهيزات آلتيانا
قنبلة الزمن
قنبلة موقوتة تمتلكها من البداية. تسبب انفجارًا يمتد إلى حافة الشاشة عرضيًا، ويمكن استخدامها لإظهار العناصر الخفية والغرف الخفية.
البلورة البيضاء
شعاع موجات يطلق في الاتجاه الأفقي. يستهلك طاقة قليلة وسهل الاستخدام.
سيف الليزر
يطلق سيفًا من الضوء في الاتجاه الأفقي. يصعب التحكم به بسبب منطقة التأثير الصغيرة. في غلاف اللعبة يظهر كما لو كانَ يُستخدم للقطع ولكن في اللعبة يُستخدم للرمي.
سماعات الأذن
شعاع مثل مثلث يمكن إطلاقه في ثماني اتجاهات.
شعاع القلب
نسخة محسنة من البلورة البيضاء.
قنبلة الزمن عالية القوة
نسخة محسنة من قنبلة الزمن. تسبب انفجارًا يمتد في اتجاهات عمودي وأفقي وصلبوطي.
السلاح النهائي
أقوى سلاح، يزيل جميع الأعداء على الشاشة. يعتبر ضروريًا لهزيمة دي غول، لكن في الواقع يمكن استخدامه لهزيمة جميع الزعماء.
حزام الطيران
تجهيز أساسي يسمح بالطيران.
زعانف السباحة
ضرورية للغوص.
حاجِز الزمن
يوقف حركة جميع الأعداء على الشاشة، مفيد ضد الزعماء الذين يتحركون بسرعة.
المرآة السحرية
تحمي من سيف الليزر للأعداء وتمنع التلفيق.
البلورة الزرقاء
تحمي من قنابل الزمن وقنابل الزمن عالية القوة للأعداء.
البلورة الحمراء
تحمي من البلورة وشعاع القلب للأعداء، لكنها تعمل فقط ضد الهجمات من الأمام.

## مراحل اللعبة
باستثناء كوكب "آفرايا"، يمكن للمراحل الأخرى أن تتم في أي ترتيب. عند هزيمة كل زعيم، يتم تفعيل جهاز التفجير الذاتي للكوكب، لذلك يجب الهروب قبلَ الوقت المحدد للتفجير.

### زوباريا
- كوكب مكون من أجزاء تلقت أكبر كمية من طاقة الانفجار النووي، يُحاط بعواصف كهرومغناطيسية قوية. تعتبر المرحلة الأسهل في اللعبة.
- الزعيم: شادو (الظل).

### فريكشيد
- كوكب تكونَ مِن نواة الأرض القديمة، ما زالت تحتفظ بآلاف الدرجات من الحرارة حتى الآن.
- الزعيم: فاير ريكس (النار).

### سوليديا
- كانَ كوكبًا مائيًا مثل أكوانيت، لكنهُ تجمد بسببِ الظل الذي ألقتهُ عليهِ الكواكب الأخرى.
- الزعيم: ريم الجليدي (الجليد)

### أسبيستار
- كوكب صخري تكون من تجمع أجزاء من القشرة الأرضية.
- الزعيم: ستورميل (الصخر)

### سيميوف
- كوكب مليء بالغازات الناتجة عن الانفجار النووي، يوفرُ مساحة أوسع للتحرك مقارنة بالكواكب الأخرى.
- الزعيم: غازوم (الغاز)

### أكوا نت
- كوكب مائي حيث يتجمع الماء حول القشرة، ولا يمكن التغلب عليه بدون زعانف.
- الزعيم: وتر أكس (فأس الماء)

### آفرايا
- (كوكب الظلام) كوكب ميكانيكي مِن قِبل دي غول. يعتبر مركزًا هامًا للهجوم على الأرض، ولكنه يختفي في ظلال الكواكب الأخرى ولا يمكن رؤيته في البداية. يظهر بعد تخطي الست مراحل الأولى.
- الزعيم: دي غول (الظلام)

## الشخصيات

### آلتيانا
- البطلة الرئيسية في اللعبة، تنتمي إلى فريق قائد الأرض. فتاة سايبورغ جميلة في عمر 16 سنة، ترتدي بدلة ليوتارد بلون زهري مع شعر طويل بلون بني.
- لديها نظام اكتساب الحياة الذي يسمح لها بامتصاص طاقة الأعداء الذين تقضي عليهم وتحويلها إلى قوة وحياة لها. في اللعبة، يمكنها استخدام العناصر المكتسبة من الأعداء المهزومين أو العناصر الخفية في المراحل لاستعادة الصحة. كما يمكنها الاستفادة من مجموعة متنوعة من التجهيزات المخبأة في كل كوكب.

### دي غول
- الزعيم النهائي في اللعبة. قائد المتمردين الستة من أتباعه في الثورة ضد نظام الأرض الحالي. قام بعمليات سايبورغ خاصة في جسده وَأجسادِ أتباعه، مما زاد من قوتهم وقدرتهم على البقاء على قيد الحياة. يتميز أتباعه بتنوع كبير في المظهر، وكثير منهم ليس لهم شكل بشري. نقطة ضعفه "السلاح النهائي".

### شادو
- أحد أتباع دي غول. سايبورغ خاص لهُ قدرات تنقل فائقة وَ القدرة على التكيف مع البيئة الكهرومغناطيسية. نقطة ضعفه "قنبلة الزمن".

### فاير ريكس
- أحد أتباع دي غول. سايبورغ خاص لهُ القدرة على التحكم في النار. نقطة ضعفه "البلورة البيضاء".

### ريم الجليدي
- أحد أتباع دي غول. سايبورغ خاص جسمهُ من جليد. نقطة ضعفه "قنبلة الزمن عالية القوة".

### ستورميل
- أحد أتباع دي غول. سايبورغ خاص جسمهُ من الصخور. نقطة ضعفه "قنبلة الزمن".

### غازوم
- أحد أتباع دي غول. سايبورغ خاص جسمهُ ميكانيكي معَ غاز يحيطُ به. نقطة ضعفه "سيف الليزر".

### وتر أكس
- أحد أتباع دي غول. سايبورغ خاص جسمهُ مائي. نقطة ضعفه "شعاع القلب".

## طاقم اللعبة
- المبرمجون: MIC (شينوبو ميتشيورا)، FUMI (فوميو تونو)، AIPAN (توموهارو أيهارا)، ANI، SUE (كيميناري سويدا، SHINA (مينوري شيناغاوا)، KARI (ماكوتو كارياما)، SEA، FUMI2 (فومي إيواموتو).
- المصممون: 320، هيرا (ياسوشي هيراشيتا).
- الصوت:Mr.MASUNO (هيرويوكي ماسونو).

## التقييم
وفقًا لتقييم "بطاقة التقرير" من قبل قراء مجلة ألعاب الفيديو "مجلة فاميكوم"، حصلت اللعبة على تقييم بنسبة 15.33 نقطة من أصل 30 نقطة على النحو التالي:
| العنصر  | الشخصيات | الموسيقى | التحكم | اللعب | السعر | الابتكار | المجموع |
| النتيجة | 2.83     | 2.68     | 2.50   | 2.58  | 2.38  | 2.36     | 15.33   |

## ذات صلة
- كيمكو
- غيم سنتر سي إكس - اختيرت كـ"تحدي أرينو" في الحلقة 156 من البث.

## روابط خارجية
- سبيس هنتر على موبي غيمز